# Plutonio de Hierápolis
El plutonio de Hierápolis (griego antiguo: Πλουτώνειον Ploutōneion, lit "Lugar de Plutón"; latín: Plutonium) o puerta de Plutón era un plutonio (un lugar religioso dedicado al dios Plutón) en la antigua ciudad de Hierápolis, cerca de Pamukkale, en la actual provincia turca de Denizli. El sitio fue descubierto en 1965 por arqueólogos italianos, que publicaron informes sobre sus excavaciones a lo largo de la década. En 2013, fue explorado de nuevo por arqueólogos italianos dirigidos por Francesco D'Andria, profesor de arqueología de la Universidad de Salento. Como parte de un proyecto de restauración, se ha devuelto a su lugar original una réplica de la estatua de mármol de Hades y Cerbero. Se sabe que la estatua estaba allí en la antigüedad.

## Historia
Aunque actualmente se desconoce la edad exacta del sitio, la cercana ciudad de Hierápolis fue fundada alrededor del año 190 Antes de Cristo por el rey de Pérgamo, Eumenes II. 
El lugar está construido sobre una cueva que emite gases tóxicos, de ahí que se utilice como pasaje ritual al inframundo. Los sacrificios rituales de animales eran habituales en este lugar. Los animales eran arrojados a la cueva y sacados con cuerdas atadas a ellos. Los arqueólogos observaron que los gases emitidos por la caverna siguen manteniendo sus propiedades mortales, ya que registraron que los pájaros que pasaban, atraídos por el aire caliente, se asfixiaban tras respirar los gases tóxicos.
El plutonio fue descrito por varios escritores antiguos, entre ellos Estrabón, Casio Dio y Damascio[cita requerida]. Se trata de una pequeña cueva, lo suficientemente grande como para que una persona entre por una entrada vallada, más allá de la cual bajan unas escaleras, y de la que emerge el asfixiante gas carbónico provocado por la actividad geológica subterránea. Detrás de la cámara techada de 3 metros cuadrados hay una profunda hendidura en la roca, por la que pasa agua caliente que fluye rápidamente, liberando un gas de fuerte olor. Como el gas era letal, se creía que era enviado por Plutón, dios del inframundo.[cita requerida]
Durante los primeros años de la ciudad, los sacerdotes castrados de Cibeles conocidos como los Galli descendían al plutonio, se arrastraban por el suelo en busca de bolsas de oxígeno o contenían la respiración. El dióxido de carbono es más pesado que el aire y, por lo tanto, tiende a depositarse en huecos. Luego se acercaban para demostrar que eran inmunes al gas. La gente creía que había ocurrido un milagro y que, por lo tanto, los sacerdotes tenían poderes superiores y protección divina.[cita requerida]
Delante de la entrada había una zona cerrada de 2.000 metros cuadrados. Estaba cubierta por una gruesa capa de gas asfixiante que mataba a todo aquel que se atreviese a entrar en ella. Los sacerdotes vendían pájaros y otros animales a los visitantes, para que pudieran probar lo mortal que era esta zona cerrada. Los visitantes podían (pagando) hacer preguntas al oráculo de Plutón. Esto suponía una considerable fuente de ingresos para el templo. La entrada al plutonio se cerró durante la época cristiana.
El historiador antiguo Estrabón describió la puerta de la siguiente manera:

Cualquier animal que pase dentro encuentra la muerte instantánea. He echado gorriones e inmediatamente han exhalado su último aliento y han caído.

### Destrucción
La evidencia arqueológica sugiere que el sitio fue completamente funcional hasta el siglo IV d. C., pero siguió siendo un lugar de visitas esporádicas por parte de los visitantes durante los siguientes dos siglos. El templo fue destruido en el siglo VI d. C. por terremotos.

## Otras lecturas
- Ramsay, William M. (2004). The Cities And Bishoprics Of Phyrgia: Being An Essay Of The Local History Of Phrygia From The Earliest Times To The Turkish Conquest. Kessinger Publishing. p. 86. ISBN 9781419172830. (enlace roto disponible en Internet Archive; véase el historial, la primera versión y la última).
- Francesco D´Andria, Cehennem'den Cennet'e Hierapolis (Pamukkale). Ploutonion. Aziz Philippus'un Mezarı ve Kutsal Alanı. Ege Yayınları, Estambul 2014.ISBN 978-605-4701-45-2

- Datos: Q12901539
- Multimedia: Plutonion in Hierapolis / Q12901539